# Alessandro Spanakis
Alessandro Spanakis (Roma, 1º agosto 1978) è un allenatore di pallavolo ed ex pallavolista italiano, tecnico dell'Emma Villas.

## Biografia
Da giocatore ha vinto 5 campionati di serie B e una A2. Ha giocato per diversi anni in A1 dove ha raggiunto semifinale di coppa Italia e semifinale playoff con il Latina Volley.
Inizia ad allenare a soli 34 anni e da subito si dimostra un predestinato; al primo anno vince il campionato di serie B2 e l'anno successivo porta in A2 Roma, la squadra della sua città. Nel 2017-2018 sempre con Roma vince la Coppa Italia e la regular season per poi arrendersi nei playoff. Nel 2018 il passaggio alla società Olimpia di Bergamo con la quale ottiene subito due finali, quella di coppa Italia e quella per il passaggio in Superlega poi persa con Piacenza.
Tra il 2011 ed il 2016, insieme a Marco Mencarelli, è selezionatore della nazionale femminile juniores e prejuniores, con le quali si aggiudica 4 medaglie d'oro nel trofeo 8 Nazioni, 1 quinto posto all'Europeo prejuniores e 2 medaglie d'oro ai mondiali (juniores 2011 e prejuniores 2015).
Giovanissimo è considerato uno dei migliori allenatori della A2 (nel 2020 gli viene consegnato il premio della lega quale miglior allenatore della categoria) e uno dei migliori prospetti della pallavolo italiana.

## Palmarès
- 2011 oro mondiale juniores
- 2015 promozione in serie A2
- 2015 oro mondiale prejuniores
- 2018 oro coppa Italia A2
- 2019 argento coppa Italia A2
- 2020 oro coppa Italia A2
- 2020 miglior allenatore del campionato